# ティムケン1111
ティムケン1111は、アメリカのベアリングメーカー、ティムケン社とアルコ社が製造開発した蒸気機関車。

## 製造の背景
1930年、ティムケン社は今後鉄道業界がローラーベアリングの市場になると見越し、車両の摩擦の減少で保守が容易になり利益をもたらすと提案したが、保守的な鉄道業界は見向きもせず厄介者として扱った。ローラーベアリングは1880年代の発明当時は精度が低く、軽車両しか搭載できなかったが、1930年代には技術の向上で蒸気機関車にも装着可能になっていた。既存の蒸気機関車にベアリングを装着してほしいと申し出るも、すべての鉄道会社から断られてしまった。
ティムケン社は自前で機関車を容易すべくアルコ社に頼み込み、全車輪に自社製ローラーベアリングを装着した機関車を製造し、1930年4月に完成した。番号はカードの手札にちなんで1111（フォーエーシーズ、4つのエース）と名づけられた。

## 運用
完成後、この車両は21か月の間に13の主要鉄道10万キロ以上、重量貨物列車から急行列車に至るまであらゆる列車を牽引した。最高速度142キロで走行し、牽引力試験では132両を牽いて勾配20‰を上った。公衆の面々で女性3人にロープで引かせて転がりの良さを強調したのも宣伝効果を生んだ。
保守の手間や軸焼け事故が減少し、10万キロ走行後も軸受の摩耗が見られないという効果が立証され、アメリカの機関車にローラーベアリングが普及していくことになる。その後、1111号は1933年にノーザン・パシフィック鉄道に買い取られ、A1形2626号機として運用され、1957年8月4日の運用をもって引退した。
引退の際、ティムケン社は保存のための買取を交渉したが、この時点ですでに解体されており、保存は実現しなかった。